# Transmission
El Transmission és un client lleuger, gratuït i de codi obert per a la xarxa BitTorrent. Està disponible sota la llicència MIT, amb algunes parts GPL, i és multiplataforma. En la pàgina oficial del programa es llista la compatibilitat amb les següents plataformes:
- Mac OS X (interfície Cocoa, nativa)
- Linux (interfície GTK+ o Qt)
- NetBSD, FreeBSD y OpenBSD (interfície GTK+)
- BeOS (interfície nativa)

El Transmission és el client de BitTorrent utilitzat per defecte en diverses distribucions de Linux com ara Ubuntu, openSUSE, Fedora o Mandriva. A més un dels programes d'aquest tipus més populars per al Mac OS X.

## Característiques
- Descàrrega selectiva i priorització de fitxers.
- Suport per a transmissions xifrades.
- Suport de múltiples trackers.
- Creació de torrents.
- Intercanvi de fonts compatible amb Azureus i μTorrent.
- Mapeig automàtic de ports (usant UPnP/NAT-PMP).
- Port d'escolta únic per a tots els .torrent.
- Ràpida represa - amb escorcoll de peer.
- Opcions d'acte-seeding (compartir dades descarregades).
- Acte-Ban dels clients que enviïn dades falses.
- Notificacions Dock i Growl.
- Barra d'eines personalitzable.
- Barra de progrés avançada.
- Actualitzacions automàtiques utilitzant Sparkle.

## Crítiques
Les versions anteriors a la 0.70 no s'ajustaven a les especificacions tècniques del protocol BitTorrent i per això va ser prohibit el seu ús en múltiples trackers. Els dos problemes principals van anar que reportava malament la quantitat de dades pujades al tracker i que el tracker era saturat per peticions del client. Amb les posteriors versions s'han anat complint les especificacions i s'ha tornat a possibilitar el seu ús.